# 貝爾維尤 (科羅拉多州)
貝爾維尤（英語：Bellvue）是位於美國科羅拉多州拉里默爾縣的一個非建制地區。該地的面積和人口皆未知。

## 地理
貝爾維尤的座標為40°37′32″N 105°10′16″W / 40.62556°N 105.17111°W，而該地的平均海拔高度為1565米（即5134英尺）。